# Moritz Ernst Becherer
Moritz Ernst Becherer (* 17. Dezember 1889 in Pressel, Kreis Torgau; † nach 1932) war ein deutscher Politiker und Abgeordneter des Provinziallandtages der Provinz Hessen-Nassau.

## Leben
Moritz Ernst Becherer wurde als Sohn des Bruno Becherer und dessen Gemahlin Flora Pietzsch geboren. Nach seiner Schul- und Berufsausbildung wurde er Rektor in Piesteritz und war, bevor er sich politisch betätigte, Schulrat in Hofgeismar. Als Mitglied der SPD kam er 1930 als Abgeordneter in den Kurhessischen Kommunallandtag des preußischen Regierungsbezirks Kassel, wo er als Schriftführer fungierte. Im Provinziallandtag der Provinz Hessen-Nassau war er Mitglied des Hauptausschusses. In dieser Funktion blieb er bis zum Jahre 1932.

## Sonstiges
Im Rahmen eines Disziplinarverfahrens wurde im Jahre 1932 gegen Becherer ermittelt. Er wurde nach Stallupönen in Ostpreußen zwangsversetzt. Das Ergebnis der Untersuchungen ist nicht überliefert.